# Semiothisa gradata
Semiothisa gradata är en fjärilsart som beskrevs av Walker 1862. Semiothisa gradata ingår i släktet Semiothisa och familjen mätare. Inga underarter finns listade i Catalogue of Life.